# Bangladais (cheval)
Pour les Bangladais, habitants du Bangladesh, voir Bangladesh.
Le Bangladais (bengali : বাংলাদেশের স্থানীয় ঘোড়া) est une race de chevaux native du Bangladesh, rattachée au groupe des poneys du Sud-Est asiatique. Ce petit animal fin est employé pour toutes sortes de tâches de survie quotidienne, impliquant du transport et de la traction agricole. Il existe une variété de plus petite taille, nommée « Poney de Râjshâhî ». Formant le seul cheval indigène du Bangladesh, d'origine inconnue et peu décrit, il est surtout présent dans l'Ouest du pays, et notamment utilisé pour tracter les tomtom. Le Bangladesh compte environ 30 000 de ces poneys en 1992.

## Mentions
Il existe peu d'informations pour caractériser les chevaux du Bangladesh. L'ouvrage de l'université d'Oklahoma cite le « poney de Râjshâhî » comme étant la seule race chevaline du Bangladesh, sans en fournir de description. Il en est de même dans l'édition 2002 du dictionnaire de CAB International. Le Râjshâhî est considéré comme une race indigène du Bangladesh. L'édition 2016 de l'ouvrage de CABI renvoie au nom « Rajshahi », précisant qu'il est difficile de caractériser les deux « races » mentionnées au Bangladesh, le Bangladais et le Râjshâhî.

## Histoire
D'après la base de données DAD-IS, l'élevage de chevaux est une tradition ancienne sur le territoire du Bangladesh. La tradition orale veut que les chevaux locaux aient reçu l'influence du cheval arabe et de chevaux perses, qui ont migré vers le sous-continent indien depuis l'Ouest,. Cependant, ces chevaux sont morphologiquement plus proches du type dit des « poneys du Sud-Est asiatique » que des chevaux arabes et persans. L'origine du type Râjshâhî est inconnue. 
En 1992, un relevé de population transmis à la FAO fait état de la présence de 30 000 poneys dans le pays, dont 90 femelles élevées en race pure. La tendance est à la baisse, le comptage est lui-même estimé peu fiable. 

## Description

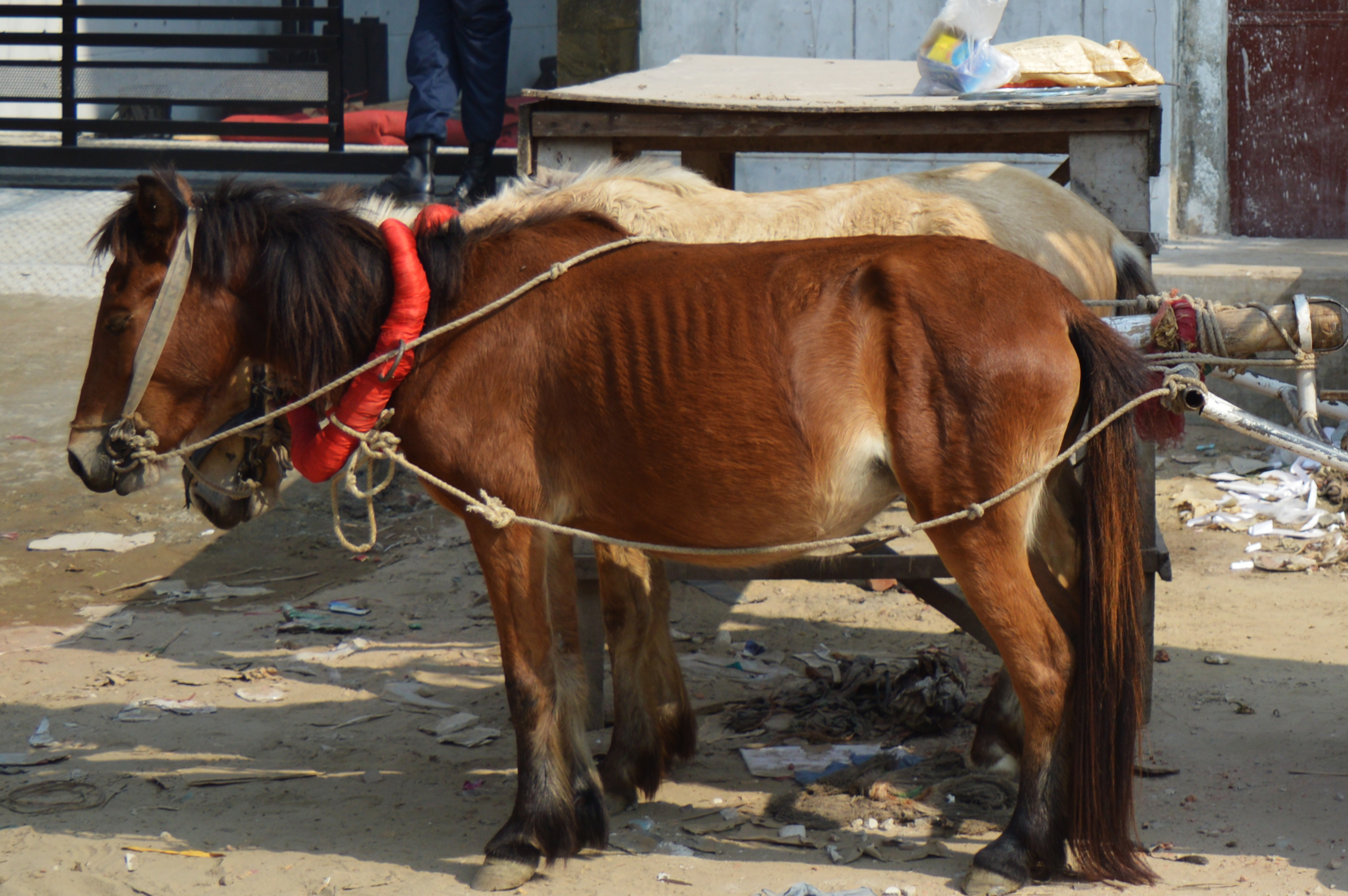
Cheval bangladais bai attelé.

Le guide Delachaux cite une taille allant de 1,20 m à 1,30 m. La FAO relève une taille réduite, de 1,13 m en moyenne chez les mâles et de 1,09 m chez les femelles, pour un poids respectif de 150 et 135 kg, chez le poney de Râjshâhî, décrit comme une variété « naine »,.
Les Bangladais appartiennent au groupe des poneys du Sud-Est asiatique,. Ce sont de petits animaux fins, dotés d'une tête de profil rectiligne, d'un poitrail étroit, et d'une croupe inclinée, avec une queue attachée bas. 
La robe peut être baie, grise ou alezane, le gène Crème étant possible.

## Utilisations

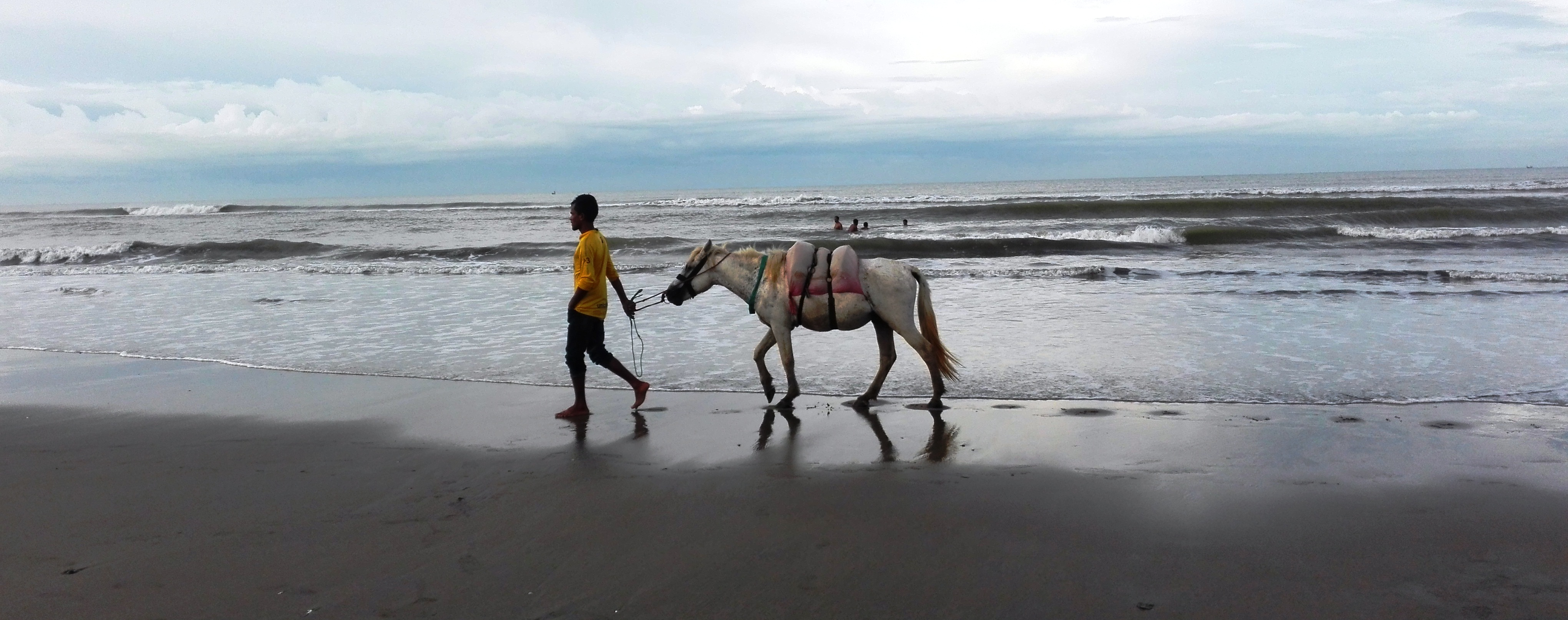
Jeune garçon avec un cheval bangladais bâté au bazar de Cox.

Ces petits chevaux sont employés pour une foule de tâches de la vie quotidienne en fonction des besoins, bâtés, attelés, montés, ou mis aux travaux agricoles. Le bât permet le transport de marchandises, et donc le commerce, en l'absence de chemins de fer et de voies fluviales. D'après le guide Delachaux, il existe une tradition de course de chevaux réunissant de jeunes cavaliers, jusqu'à plusieurs dizaines, qui s'affrontent sur ces montures souvent décorées de peinture dans la crinière et sur le corps à cette occasion.
Ce poney est souvent attelé aux tomtom, les charrettes ouvertes typiques du Bangladesh. L'utilisation des poneys a fortement reculé avec l'apparition des rickshaw (utilisant le principe du vélo), ces derniers étant moins coûteux d'utilisation et d'entretien, et plus maniables.

## Diffusion de l'élevage

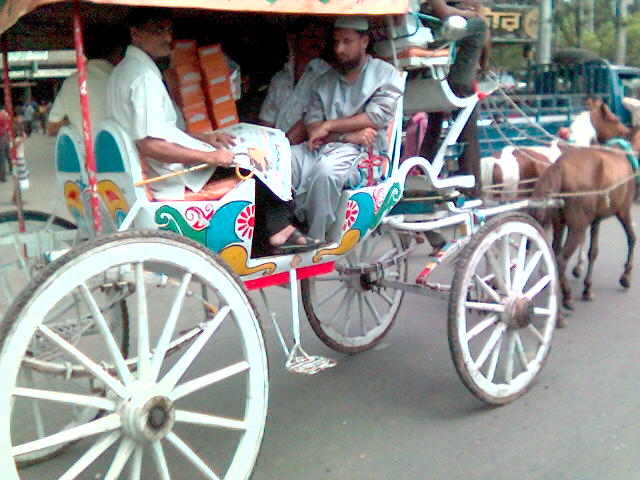
Tomtom tracté par des poneys à Dacca.

Le niveau de menace pesant sur la race n'est pas renseigné dans DAD-IS, mais il semble que le Bangladais soit en déclin (2014). La race « poney de Râjshâhî » a été incluse à la liste de la FAO avant juillet 1995. Elle ne fait pas l'objet d'évaluation de son niveau de menace. De même, l'étude de l'université d'Uppsala menée pour la FAO en 2010 considère le Bangladais comme une race locale asiatique dont le niveau de menace est inconnu.
Dans la région de Râjshâhî, les propriétaires terriens et personnes influentes des villes et des villages possèdent habituellement de bons chevaux et poneys. Le poney de Râjshâhî est signalé présent dans les régions de Râjshâhî, Jessore, Tangail, Mymensingh, Sylhet et Dacca, dans l'ouest du Bengale,. 